# Cartoon Network
 (транскр.  Картун нетворк; скраћено CN) амерички је кабловски телевизијски канал чији је власник Warner Bros. Discovery.
Канал, који је основао Тед Тарнер (који је именовао Бети Коен за прву председницу мреже), покренут је 1. октобра 1992. године и првенствено емитује анимиране телевизијске серије, од акционих до хумористичких. Циљна група су деца од 7 до 14 година, док је ранојутарњи блок Cartoonito намењен предшколарцима узраста од 2 до 6 година, а ноћни блок Adult Swim старијим тинејџерима и младима од 18 до 34 године (Adult Swim се води као посебан ентитет у промотивне сврхе и као посебан канал за мерење гледаности).
Верзија канала на српском језику доступна је од 5. новембра 2021. године са синхронизацијом на српски језик. Иста верзија је присутна у остатку средње и источне Европе.

## Историја

### Развој
4. августа 1986. године, компанија Теда Тарнера, Тарнер бродкастинг систем откупила је Метро-Голдвин-Мејер/САД од Кирк Керкоријана, али због забринутости око дуговања својих компанија, 17. октобра 1986. Тед Тарнер био је принуђен да прода компанију назад Кирк Керкоријану након само 74 дана власништва. Али је Тед Тарнер задржао велики део филмске и серијске библиотеке од компаније, која је садржала филмове наснимљене до маја 1986. године, као и некадашњи Тарнер ентертејнмент.
3. октобра 1988. године, кабловска телевизија Тарнер нетворк телевизија кренула је са својим емитовањем и стекла је публику са својом богатом филмском библиотеком. У то време, Тарнерова анимацијска библиотека садржала је МГМ цртану библиотеку, укључујући Луни Тунс, Мери Мелодис кратке серије, као и Морнар Попај цртаће.
1991. године, Тарнер ентертејнмент купио је анимацијски студио Хана Барбера Продукцију за 320 милиона америчких долара. 18. фебруара 1992. године, Тарнер бродкастинг систем најавила је своје планове за емитовање Картун нетворк канала који би емитовао цртане серије из Тарнерове библиотеке анимација.

### 1990-е
Картун нетворк није био први кабловски канал који се ослања на цртаће како би привукли публику, али је био први канал који је емитовао 24 сата исти жанр са анимацијом као главном темом. Тарнер бродкастинг систем је одбацио конвенционалну мудрост пре него што је покренуо ЦНН, канал који пружа 24-часовно покривање вести. Претпоставља се да је концепт раније био мало вероватан да привуче довољно публике да буде посебно профитабилан, али експеримент ЦННа био је успешан и Тарнер се надао да ће Картун нетворк такође наћи успех
Иницијално, канал ће емитовати цртане серије 24 сата дневно. Већина кратких серија се емитовала у пакетима од пола сата или сат времена, обично су се одвајали од зависности лика или студија. Ноћни блок Касноноћни црно-бели емитовао је старије црно-беле цртаће, и ТунХедс би приказивао три кратка цртаћа заредом са сличном темом. Такође је био и послеподневни блок назван Хај Нун Тунс који је водио каубој лутка. Већина класичне анимације се више није емитовала на Картун нетворку, са изузетком на Луни Тунс и Том и Џери.
1994. године, нова дивизија студија Хана Барбера је направљен, под називом Картун нетворк стјудиос која је започела и продуцирала нови цртани Какав цртани!. Овај цртани је своје емитовање започео 1995. године, и нуди оригиналне анимиране цртаће узетих од студија Хана Барбера или других. Канал је рекламирао цртани као покушај да се врати "у старе дане" желећи да се врати у анимацијске дане, нудећи пуну контролу аниматора, високи буџет, и неограничену анимацију.
Картун нетворк је умео да препозна потенцијал цртаћа, и када би кратки цртани добио одговарајућу гледаност, он би почео да се емитује као цела цртана серија. Најављено је да је кратки цртани Декстерова лабораторија био најгледанији кратки цртани, и касније је посао цртана серија. Поред велике гледаности, кратке серије морају добити и позитивну оцену од стране критичара, што је веома тешко.

### 2000-е
Једна нова серија из оригиналне продукције је кренула са емитовањем, Овца у великом граду. 1. априла 2000. је кренуло емитовање кабловског и сателитског канала познатог као Бумеранг, који је спиноф блока са Картун нетворка и емитује ретро анимиране серије и кратке серије.
2001. године кренуло је емитовање три нове цртане серије. Затим је 18. јуна 2001. године Бети Кохен која је служила као председник канала откако је канал почео са емитовањем, напустила канал због креативних разлика са Џејмијем Келнером, који је у то време био главни у Тарнер бродкастинг систем. 22. августа 2001. године, Џим Семплс је постао нови генерални менаџер и ексклузивни председник, уместо Бети. 2. септембра 2001. "Адалт свим" је почео да се емитује, блок који се емитовао недељом, са репризама четвртком.
2004. године, Картун нетворк је почео са емитовањем своје три оригиналне серије, и такође са серијом Код Лиоко која је купљена. Затим је 14. јуна 2004. ажуриран лого (са иницијалима Ц и Н) и у исто време је промењен и слоган канала у "This is Cartoon Network!" Картун нетворк је желео да промени 2Д анимацију у 3Д, и те измене су трајале од 2004. до 2007. године. За сада, серије које су 2Д анимације се емитују на Бумеранг каналу.
Након свог претходника, Какав цртани!, Картун нетворк је направио у потпуности нови цртани који се садржи од више кратких цртаних серија. Нови цртани је назван Недељне панталоне, и премијерно је емитован 2. октобра 2005. године. Цртани је био сличан свом претходнику, али су кратке серије трајале 1-3 минута, и стиснуте су у 23 минута (без реклама). Емитовале су се анимиране или игране серије у интервалима између кратких серија. Цртани је трајао мање од месец дана, са последњом епизодом која се емитовала 23. октобра 2005. године. У јануару 2006. године, најављено је да ће се цртани вратити за месец дана, али се цртани никада није вратио с обзиром да је отказана заувек.
Од 2008. до 2010. године, Картун нетворк је емитовао анимиране кратке серије које су се емитовале између програма, назване Веџиз. Од 5. јуна 2008. године, канал је узео освежен изглед који је направио Тристан Итон, и анимиран је од стране Кру972. Стандардни лого био је у потпуности бео, са понекада другачијим бојама коришћеним у истом стилу.

### 2010-е
Нови идентитет канала представљен је 29. маја 2010. године, заједно са новом темом. Каналов тренутни изглед, дизајнирао је Бренд њу скул, који садржи јаке црно беле боје које су се први пут појавиле као каналов први лого. 27. сецембра 2010. Адалт свим продужен је за један сат, и од сада траје од 10 увече до 9 ујутру. У фебруару 2011. године, Картун нетворк је први пут емитовао своју спортску доделу награда, названу Кућа играчких награда, чији је домаћин за ту годину био професионални скејтер Том Хок
2. фебруара 2013. године, Корус интертејмент и Естрал медија, оснивачи канала Телетун, најавили су почетак канадске верзије Картун нетворка, која ће такође емитовати амерички Аладт свим као ноћни блок. Канал је кренуо са емитовањем 4. јула 2012.
18. марта 2012. године, Картун нетворк је почео са емитовањем свог првог документарца Спик аут, кампање за анти-насиље, који садржи и председника Барака Обаму као специјално појављивање. 28. априла 2013. године, канал је емитовао полусатни документарац од ЦННа, назван Насилнички ефекат, који прича причу о тинејџеру Алексу Либију, који се бори са насилништвом у средњој школи.
Како би прославили двадесету годишњицу Картун нетворка, блок Картун пленет је опет почео са емитовањем 30. марта 2012. године, сада емитујући каналове оригинале од 1990. до 2000.. Од 1. октобра до 4. новембра 2012. године, Картун нетворк је славио свој двадесети рођендан, приказујући рођенданску тему са репризирањем старијих серија.
20. маја 2013. године, Картун нетворк је додао нови изглед додајући нову графику и звук. Позадина коришћена за рекламе је промењена из црну у белу.
6. марта 2014. године, Стјуарт Снидер је уклоњен као председник више дивизија, након многих промена код компаније. 16. јула 2014. године, Кристина Милер је именована за новог председника и генералног менаџера Картун нетворка, Адалт свима, и Бумеранга.
31. марта 2014. Картун нетворк је свој осми сат Картун нетворка дао ноћном блоку Адалт свиму, што је био узрок промена нових епизода што се тиче времена емитовања.
22. октобра 2016. године, AT&T је одлучио да купи Тајм Ворнер за 108,7 милијарди америчких долара. Договор је одобрен од стране федералних регулатора, што би довело све што Тајм Ворнер поседује, у власништво компаније АТ&Т. 15. фебруара 2017. године, корисници Тајм Ворнер поседства, су одобрили спајање две компаније, договор и даље чека регуларну дозволу. 28. фебруара 2017. управитељ Федералне комисије, Аџит Пај, изјавио је да његова агенција неће прихватити спајање, остављајући договор Министарству правде Сједињених Америчких Држава. Од 15. марта 2017. године, спајање и даље чека одобрење од регулатора САД, и у исто време договор је био одобрен од стране Европске комисије.